# Децимет
Дециме́т (итал. decimetto, от лат. decimus — десятый) — в академической музыке ансамбль из 10 исполнителей (с самостоятельной партией у каждого) или произведение для такого состава исполнителей.
Это достаточно редкий формат камерного ансамбля на переходе к камерному оркестру. Наиболее распространённый вариант состава: флейта, гобой, кларнет, фагот, валторна, скрипка, альт, виолончель, контрабас и фортепиано. Встречаются также дециметы для струнных и дециметы для духовых инструментов (например, удвоенный духовой квинтет: две флейты, два гобоя, два кларнета, два фагота и две валторны).
Известны, в частности:
- Дивертисменты Вольфганга Амадея Моцарта (1773) ми бемоль мажор (К 166) и си бемоль мажор (К 186) для десяти инструментов
- Децимет для духовых инструментов (фр. Dixtuor Pour Instruments À Vent) Джордже Энеску (1906)
- Децимет Теодора Дюбуа (1909)
- Маленькие симфонии Дариуса Мийо: № 4 (1921) и № 5 (1922)
- Две сонатины Шарля Кеклена Op. 194 для гобоя д’амур в сопровождении флейты, кларнета, арфы и струнного секстета (1942—1943)
- Контра-пункт (нем. Kontra-Punkte) Карлхайнца Штокхаузена (1953, флейта, кларнет, бас-кларнет, фагот, труба, тромбон, фортепиано, арфа, скрипка, виолончель)
- Децимет ми минор Николая Пейко (1971; наиболее распространённый состав) — экспериментальное сочинение с элементами додекафонии
- Децимет Франтишека Хауна (1972; наиболее распространённый состав)
- Децимет на туркменскую народную тему Александра Фридлендера (1982)
- Децимет Бориса Арапова (1986)
- Децимет Жана Франсе (1987; 5 духовых и 5 струнных)
- «Дух медных» (англ. Spirit of Brass) Энрике Креспо (1994; три тромбона, четыре трубы, две валторны и туба) и другие пьесы этого же автора для такого состава
- Пьеса Лепо Сумеры «Игра для десятерых „Canone terribile, alla diavola“» (1995)
- Децимет Владимира Агопова (1997; пять струнных, флейта, гобой, кларнет, фагот и фортепиано)

Редкий пример вокального децимета встречается в I действии оперы П. И. Чайковского «Чародейка», так же в финале оперы "Иоланта"
Из камерных ансамблей, состоящих из 10 исполнителей, известен, в частности, Туринский двойной квинтет (итал. Doppio Quintetto di Torino; 1920—1925).